# 條斑馬鮫
條斑馬鮫（學名：Scomberomorus regalis）為輻鰭魚綱鱸形目鯖亞目鯖科的其中一種，分布於西大西洋區，從美國麻州至巴西海域，棲息深度1-20公尺，本魚腹鰭間的突起小而兩裂，側線逐漸地對於尾柄彎曲下來，泳鰾不存在，身體覆蓋著小鱗片，第一背鰭的前三分之一黑色，腹鰭相當長，側邊銀色的有一條長的側面中央的斑紋與具有可變長度與小的黃斑上面與下面的橘黃色條紋的幾排斑紋，背鰭硬棘16-18枚，背鰭軟條15-19枚，臀鰭軟條15-20枚，脊椎骨47-48枚，體長可達183公分，棲息在沿岸水質清澈的珊瑚礁海域，屬肉食性，以魚類、魷魚、甲殼類為食，可做為食用魚、遊釣魚，有雪卡魚中毒的報告。

## 擴展閱讀
維基物種上的相關：條斑馬鮫